# Flight management system
Flight management system - FMS (FMS) je sistem za avtomatizacijo leta na sodobnih letalih. FMS računalnik opravlja širok razpon nalog, kot so računanje porabe goriva, optimalne višine leta, hitrosti, navigacije (lateralne in vertikalne), profil vzleta in prileta in drugo. FMS pošilja ukaze avtopilotu in motorjem (autothrottle), ki avtomatsko upravljajo z letalom, pilot samo nadzira in v primeru nepravilnosti posreduje. FMS zmanjša porabo goriva in zmanjša delo pilotov. FMS sistem je omogočil, da je na vseh sodobnih letalih (tudi na največjem A380) posadka samo dvočlanska, ni več inženirja leta in navigatorija. Sicer so na širokotrupnih letalih za dolge lete na krovu tudi rezervne posadke, ki zamenjajo glavno posadko, aktivna posadka je vedno dvočlanska.
Pilot vnaša podatke v FMS preko majhnega LCD (ali CRT) zaslona s tipkovnico - t. i. MCDU (Multifunction Control Display Unit), kdaj tudi samo CDU. Podatki, ki se po navadi vnašajo v FMS: vzletna teža, poraba goriva, navigacijske točke (ruta), želen potisk motorja pri vzletu, temperature zraka, smer in hitrost vetra.
FMS podatki se prikazujejo na glavnem (PFD - primary flight display) in navigacijskem (ND - navigation display) prikazovalniku, oziroma na nekaterih letalih tudi na večfunkcijskem prikazovalniku MFD (Multifunction Display). 
Po navadi imajo večja letala za večjo varnost dva FMS, nekatera celo tri.
FMS sistem se je prvič pojavil na Boeing 767, manj sofisticirani so obstajali že prej.Z napredkom tehnologije so se izboljšali in se uporabljajo praktično na vseh večjih letalih. Obstajajo celo podobni sistemi za športna letala kot npr. Cessna 182. 
V praksi nepoznavalci velikokrat FMS označujejo kot Fly-by-wire (FBW) - FBW je izvedba sistema za krmiljenje letala, kar ni isto kot FMS. Airbusova letala imajo po navadi oba sistema, prav tako Boeing 777 in 787. Boeing 737 za razliko ima FMS, nima pa FBW.